# First (parfum)
First est un parfum féminin de Van Cleef & Arpels, créé et sorti en 1976. Il s'agit de la première fragrance sortie par un joaillier.

## Création
Pour Jean-Claude Ellena, créateur du parfum, officiant alors chez Givaudan, « c'est le dernier des classiques. L'empilement des matières, leur profusion, leur qualité, tout l'évoque [...]. J'avais 28 ans et j’étais à l'affût de ce qui se passait sur le marché. Je me suis servi de tout ce qui pouvait exprimer le luxe […]. C'est un beau parfum à la française. Quand je le sens aujourd'hui, je trouve qu'il est de la même eau qu'un No 5 de Chanel ou qu'un Arpège de Lanvin. Ils ont en commun la complexité, l'opulence ». La fragrance a la particularité d'être issue d'une marque qui se consacrait jusque-là à la joaillerie ; Claude Saujet, ancien de chez Orlane et qui travailla sur le projet avait ainsi déclaré : « La joaillerie, c'est la richesse, le luxe. Je veux que ça sente comme un bijou ». Plus de 160 ingrédients composent First (membre de la famille « floral aldéhydé »), incluant plusieurs variétés de roses et de jasmins ; certaines notes sont empruntés à des marques célèbres, comme les aldéhydes au No 5 de Chanel, le fleuri de Fidji ou encore le fruité de Chamade.

## Publicité
Le flacon, en cristal de Baccarat, est réalisé par Jacques Llorente, des ateliers Dinand. Il est insipré d'un pendant d'oreille de Van Cleef & Arpels, « la bouteille et son bouchon reprenant le même motif dans un effet miroir ».

## Postérité
Plusieurs joailliers de la place Vendôme (Paris) suivront la voix de Van Cleef & Arpels en créant à leur tour des parfums, comme Cartier, Bulgari ou encore Boucheron.
On compte parmi les marques influencées : 
- Tamango de Léonard (1977)
- Cléa d'Yves Rocher (1981)
- Loulou de Cacharel (1987)
- Allure de Chanel (1996)
- Envy de Gucci (1997)
- Cristobal de Balenciaga (1998)
- Sicily de Dolce&Gabbana (2003)